# 9975 Takimotokoso
9975 Takimotokoso là một tiểu hành tinh vành đai chính. Nó bay quanh Mặt Trời theo chu kỳ 3.86 năm.
Được phát hiện ngày 12 tháng 9 năm 1993 bởi K. Endate và K. Watanabe Tên chỉ định của nó là 1993 RZ1. It was later renamed Takimotokoso after Koso Takimoto, the associate president thuộc Hiroshima Astronomical Society.